# Trsat
Trsat je hrad na kopci východně od chorvatského města Rijeka. Stojí na ostrohu nad údolím říčky Rječina.
Nachází se na místě, kde se původně nacházela ilyrská a římská pevnost. Postaven byl nejspíše ve 13. století. Ve středověku patřil rodu Zrinských, potom Frankopanům. V místním kostele je pochován chorvatský šlechtic Vuk Krsto Frankopan. Hrad Trast se ve své historické podobě nedochoval; byl po dlouhou dobu zničený a v ruinách. Války mezi Benátčany a Osmanskou říší stejně jako války napoleonské jej poškodily. Významnou ranou bylo zemětřesení v roce 1750. Obnoven byl do současné podoby v 19. století. Přestavbou ztratil celou řadu středověkých charakteristik; obnovu provedl italský architekt Pavonuzzi. Nacházelo se zde mauzoleum vojenského velitele Lavala Nugenta. Dnes je hrad turistickou atrakcí města Rijeky. Koná se zde řada kulturních akcí.
V blízkosti pevnosti se nachází kostel sv. Jiří. V blízkosti hradu se nachází také významné mariánské poutní místo.